# ویران موروس
ویران موروس (اسپانیایی: Viran Morros‎؛ زادهٔ ۱۵ دسامبر ۱۹۸۳) بازیکن هندبال اهل اسپانیا است.
از باشگاه‌هایی که در آن بازی کرده‌است می‌توان به باشگاه هندبال بارسلونا اشاره کرد.